# Antonio Ignacio Cervera
Antonio Ignacio Cervera, a veces oculto tras el seudónimo «Leandro Rubio» (Palma de Mallorca, 1825 - Madrid, 1860) fue un periodista y dirigente obrero español.

## Biografía
Socialista utópico y seguidor de Charles Fourier, fue redactor de los periódicos madrileños El Amigo del País, (1847), El Ensayo (1849), El Trabajador. Periódico de Educación Popular. (1851), El Taller (1852), La Voz del Pueblo (1853) y El Eco de las Barricadas (1854). Según Fernando Garrido, estas publicaciones llegaron a alcanzar 14.000 suscriptores y propagaron la creación de asociaciones obreras en Barcelona, Málaga, Figueras, Reus, Valencia y otros puntos de España.
Fundó en Madrid, poco después de 1845, una escuela para obreros, la Escuela del Trabajador, mucho antes que la Escuela Moderna de Francisco Ferrer y Guardia, como prolongación lógica de sus sociedades de socorros mutuos para trabajadores. Según Ignacio Garrido, a esta escuela llegaron a concurrir hasta 1.5000 trabajadores. Creó asimismo la ya citada El Trabajador (1851), publicación quincenal para estas sociedades obreras cuyos beneficios se destinaban «a sostener escuelas de noche para los trabajadores y a socorros mutuos». 
Participó en la Revolución de 1854 y cofundó el Falansterio Nacional (1858), sociedad secreta republicana que llegó a contar con 80.000 miembros. También dirigió la imprenta en Madrid que llevó su nombre.

## Obras
- La voluntad nacional. Cómo el pueblo espera que la interpreten las Cortes Constituyentes, Madrid, Imp. de Tomás Núñez Amor, 1854.
- Historia de la clase obrera, desde los tiempos primitivos hasta nuestros días, 1854.  (como Leandro Rubio)
- Organización del crédito gratuito o sea Banco de préstamos gratuitos para las clases del pueblo Madrid: Imprenta a cargo de Juan Nuñez Amor, 1854. (como Leandro Rubio)
- Solución práctica del problema social: caja de cambio, Madrid: Imprenta de Tomás Núñez Amor, 1855.
- Escenas económicas ó Estudios populares sobre el comercio de granos Madrid: Imprenta militar de Pedro Montero, 1858. (como Leandro Rubio)
- Una solución para el arreglo de la deuda y la consolidación definitiva del crédito público de España. Madrid: Imprenta de los señores Rojas, 1876. (como Leandro Rubio)